# Hermonassa orphnina
Hermonassa orphnina là một loài bướm đêm trong họ Noctuidae.